# Q.U.E.E.N. (Janelle Monáe)
Q.U.E.E.N, (Queer, Untouchables, Emigrants, Excommunicated, Negroid), è un singolo della cantante statunitense Janelle Monáe, pubblicato il 23 aprile 2013 come estratto dall'album The Electric Lady in collaborazione con la rapper Erykah Badu.  Grazie al video promozionale ha ottenuto un MTV Video Music Awards e sia il NAACP Image Award che il Soul Train Music Award nelle rispettive categorie riguardanti il video musicale dell'anno.

## Descrizione
Secondo la cantante Janelle Monáe il brano è nato dopo una discussione avvenuta con la collaboratrice Erykah Badu.
Mentre l'album The Electric Lady si concentra sul potere delle donne e sulla necessità per le donne di controllare la propria immagine, il singolo Q.U.E.E.N. si concentra sul resto della popolazione oppressa. Il titolo è un acronimo di Queer, Untouchables, Emigrants, Excommunicated, Negroid (tradotto in: Omosessuali, Intoccabili, Emigranti, Scomunicati, Neri). L'acronimo viene spiegato nel corso della canzone, infatti la Monáe usa un insieme di domande e risposte per spiegare gli stereotipi, le idee sbagliate e l'oppressione di coloro che vivono nella comunità LGBT, gli intoccabili (coloro che vivono in povertà), gli emigranti (coloro che sono stati costretti a lasciare il proprio paese d'origine a causa di circostanze pericolose/invivibili), gli scomunicati (coloro che hanno servito o continuano a servire in prigione), e i negroidi (gli uomini neri di tutte le origini).

## Video musicale
Il 1º maggio 2013 è stato pubblicato il video musicale diretto dal marito di Solange Knowles, Alan Ferguson. Oltre a ritrarre la cantante nel video, la Monáe ritrae anche il suo personaggio androide Cindi Mayweather. Cindi insieme alle sue sorelle androidi danzano e si interrogano a vicenda per tutta la canzone sulle tematiche riassunte nel titolo della canzone (Omosessuali, Intoccabili, Emigranti, Scomunicati, Neri).
Il video vince nella categoria Best Art Director agli MTV Video Music Awards del 2013. Ai NAACP Image Award dello stesso anno vince nella categoria Outstanding Music Video e viene nominato anche come Outstanding Song. Ottiene inoltre quattro nomination ai Soul Train Music Award, vincendo come Video of the Year.